# Zwedru
Zwedru est une ville du Liberia et la capitale du comté de Grand Gedeh. Elle est située près du fleuve Cavally, à 31 km à l'est de la frontière de la Côte d'Ivoire et à 296 km au sud-est de Monrovia. Sa population s'élevait à 23 903 habitants au recensement de 2008;.

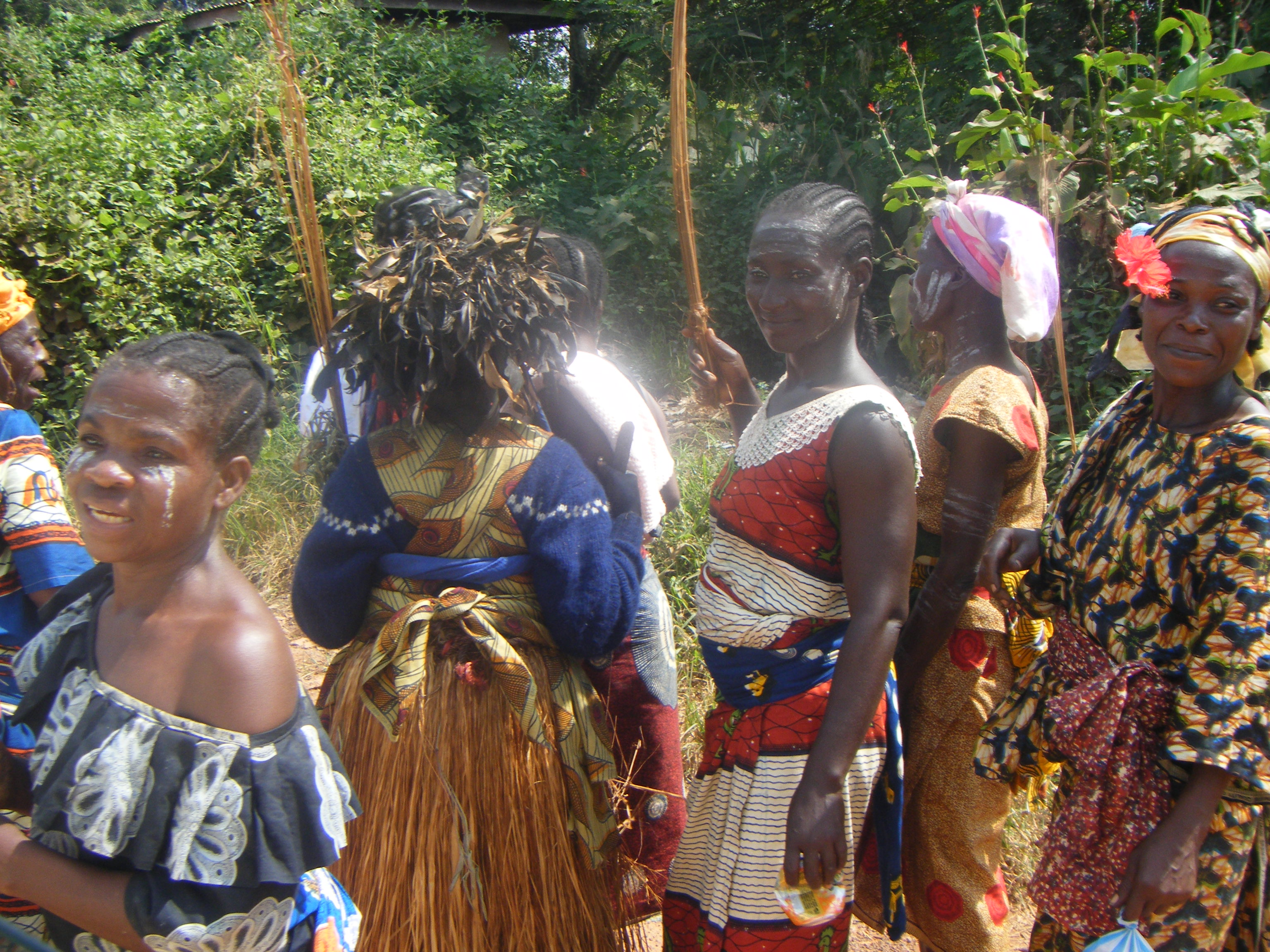
Femmes Krahn lors d'une célébration à Zwedru

La ville est un bastion de l'ethnie Krahn. Elle tire son nom d'un ruisseau local. Avant la guerre civile au Liberia, Zwedru était connue pour l'exploitation forestière et l'industrie du bois.